# Julius Richter (Theologe)
Julius Werner Richter (* 19. Februar 1862 in Groß-Ballerstedt in der Altmark; † 27. März 1940 in Berlin-Steglitz) war ein deutscher Theologe und Missionswissenschaftler.

## Leben
Julius Richter wurde 1862 als drittes Kind der fünf Söhne und zwei Töchter im Pfarrhaus zu Groß-Ballerstedt von Pfarrer Adolph Ferdinand Julius Richter (1830–1872) und Antonie, geb. Keuffel (1838–1882) geboren. 1869 zog die Familie nach Quedlinburg, weil dort der Vater Prediger an der Stiftskirche St. Servatius wurde, bis er 1872 im Alter von 42 Jahren verstarb. Fortan wurde Julius im Waisenhaus der Franckeschen Stiftungen in Halle erzogen, während seine beiden älteren Geschwister Georg und Bernhard in Quedlinburg das Gymnasium besuchten. Nach dem Abitur 1881 an der Latina August Hermann Francke studierte Julius 1881–1884 in Halle, Leipzig und Berlin Evangelische Theologie. Er interessierte sich dabei besonders für alte orientalische Sprachen (Hebräisch, Aramäisch, Syrisch, Arabisch und die Hieroglyphen). Nach dem Studium ging er für ein Jahr als Hauslehrer nach Bad Boll zu Pfarrer Christoph Blumhardt, der für sein weiteres Leben bedeutsam wurde. Der Ausspruch des Vaters Johann Christoph Blumhardt „Daß Jesus siegt, bleibt ewig ausgemacht! Sein ist die ganze Welt“ war prägend für seine Liebe zur Weltmission. Nach dem ersten theologischen Examen 1885 und der weiteren Ausbildung am Domkandidatenstift in Berlin (1886–1887) übernahm er pfarramtliche Tätigkeiten in Pröttlin (1887–1890) als Geistlicher an der Dorfkirche und den Filial-Kirchen; in Rheinsberg (1890–1896) und in Schwanebeck (1896–1912).
Aus seiner ersten 1888 in Berlin geschlossenen Ehe mit Martha, geb. Vollert, (1861–1908) stammten die Kinder Elisabeth (verehelichte Heimbach, 1889–1977), Martin (1893–1978), der Vorsitzender des Gustav-Adolf-Werks der Evangelischen Kirche Berlin-Brandenburg war sowie zugleich Pfarrer in Potsdam-Babelsberg an der Bethlehemskirche, und Johanna (1897–1984). Aus der zweiten Ehe, die Julius Richter 1913 mit Martha, geb. Höttermann, (1891–1957) schloss, stammten vier Kinder (Hans-Joachim, 1915–1945; Karl-Heinz, 1917–1940; Eberhard, 1920–1980; Ursula, verehelichte Kirchner, 1926–1976).
Richter erhielt 1908 die theologische Ehrendoktorwürde von der Theologischen Fakultät Berlin und 1910 von der Theologischen Fakultät Edinburgh. 1913 habilitierte er sich als Privatdozent an der Berliner Universität. Im folgenden Jahr wurde er zum außerordentlichen und 1920, als erster Inhaber des neugeschaffenen Lehrstuhls, zum ordentlichen Professor für Missionswissenschaft berufen. 
Richter war Vorsitzender der Brandenburgischen Missionskonferenz und stellvertretender Vorsitzender des Deutschen Evangelischen Missionsausschusses, der Gesellschaft für Missionswissenschaft und von 1900 bis 1940 Mitglied im Komitee der Berliner Mission. Seit 1897 war er Mitglied der Kontinentalen Missions-Konferenz und 1924 wurde er Mitglied des 1921 gegründeten Internationalen Missionsrates.
Ab 1910 gab er die Allgemeine Missionszeitschrift heraus, ab 1924 die Neue Allgemeine Missionszeitschrift. Zwei Jahre nach seiner Teilnahme an der Weltkonferenz des Internationalen Missionsrates in Tambaram (1938) verstarb er in seiner Heimat und hinterließ ein großes Erbe.

## Leistungen
Julius Richter gehörte zu den bedeutendsten deutschen Missionswissenschaftlern und Wegbereitern der Ökumene. Seine große Leistung bestand in der Missionsgeschichtsschreibung. Durch seinen Paten Julius Schlunk, Schatzmeister der Berliner Mission, angeregt, beschäftigte er sich bereits im Pfarramt wissenschaftlich und schriftstellerisch mit der Mission und schrieb 1892 sein erstes Buch Die evangelische Mission im Nyassalande. In 30 Büchern und vielen Aufsätzen beschrieb er die Entwicklung von Mission und Kirche auf allen Erdteilen.
Zahlreiche Missionstagungen und Vortragsreihen führten ihn auch ins Ausland. Diese Reisetätigkeit auf vier Kontinenten machten ihn zu einer der bekanntesten ökumenischen Persönlichkeiten seiner Zeit.
Von deutscher Seite gehörte er zu den Organisatoren der ersten Weltmissionskonferenz 1910 in Edinburgh, zu der 1.200 Delegierte anreisten. Mit John Raleigh Mott leitete er den Fortsetzungsausschuss in Edinburgh, den späteren Internationalen Missionsrat, und bereitete die Weltmissionskonferenz 1928 in Jerusalem vor. Zusammen mit Nathan Söderblom bereitete er die Weltkonferenz für Praktisches Christentum in Stockholm 1925 vor. 1932 hielt er eine einmonatige Vorlesungsreihe an der Amerikanischen Universität Kairo. Im Jahre 1937 nahm er für ein Semester eine theologische Gastprofessur in New York wahr. Seine Ehefrau Martha Richter begleitete ihn nach Amerika, wo ihr gemeinsamer Sohn Hans Joachim zur gleichen Zeit Theologie studierte.

## Schriften (Auswahl)

### Autor
- Die evangelische Mission im Nyassalande, 1892
- Der Streit um die Mosquito-Küste. In: Zeitschrift der Gesellschaft für Erdkunde, Jg. 30 (1895), S. 498–501.
- Deutsche Mission in Südindien. Erzählungen und Schilderungen von einer Missions-Studienreise durch Ostindien, Verlag C. Bertelsmann, Gütersloh, 1902.
  - Fotomechanischer Nachdruck, Nabu Press, 2010. ISBN 1141644134
- Allgemeine evangelische Missionsgeschichte, 5 Bände, 1906–1932.
- Weltmission und theologische Arbeit, Habilitationsschrift für einen Lehrstuhl der Missionswissenschaft an der Universität Berlin von Julius Richter. Gütersloh, C. Bertelsmann 1913
- Ev. Missionskunde, 2 Bände, 1920.
- Die indischen Religionen, Gebrüder Paetel / Rösl & Cie., Berlin, München, 1922.
- Die Religionen der Völker, Oldenbourg Verlag, München, 1923.
- Geschichte der Berliner Missionsgesellschaft 1824–1924, 1924.
- Das Heidentum als Missionsproblem, 1928.
- Die Briefe des Apostels Paulus als missionarische Sendschreiben, 1929.
- Erlebnisse und Begegnungen in vier Erdteilen, Brunnen-Verlag Gießen und Basel, 1936.
- Der Dienst der Kirche an der heutigen Menschheit, 1936.
- Die deutsche evangelische Weltmission in Wort und Bild. In Verbindung mit den evangelischen Missionsgesellschaften. Verlagsbuchhandlung Ludwig Liebel, Nürnberg, 1939
- Deutsche ev. Missionsfelder, 1940.

### Herausgeber
- Das Buch der deutschen Weltmission, Leopold Klotz Verlag, Gotha, 1935.
- Die evangelischen Missionen, 1894 ff.
- Jahrbuch der Missionskonferenzen, 1911–1927.

### Mitherausgeber
- Allgemeine Missions-Zeitschrift, 1911–1923.
- Neue Allgemeine Missionszeitschrift (NAMZ), 1924–1939.
- Allgemeine Missions-Studien, 1924–1940.